# Distrikt San Juan de Yanac
Der Distrikt San Juan de Yanac liegt in der Provinz Chincha der Region Ica im Südwesten von Peru. Der am 12. Februar 1965 gegründete Distrikt hat eine Fläche von 500,4 km² (nach anderen Quellen 442 km²). Beim Zensus 2017 lebten 1129 Einwohner im Distrikt. Im Jahr 1993 lag die Einwohnerzahl bei 946, im Jahr 2007 bei 471. Die Distriktverwaltung befindet sich in der 2550 m hoch gelegenen Ortschaft San Juan de Yanac mit 315 Einwohnern (Stand 2017). San Juan de Yanac befindet sich 45 km nordöstlich der Provinzhauptstadt Chincha Alta.

## Geographische Lage
Der Distrikt San Juan de Yanac liegt in der peruanischen Westkordillere im Nordosten der Provinz Chincha. Der Distrikt erstreckt sich über einen Teil der Flusstäler der Quebrada Almacén (im Westen) und der Quebrada Ayoque (im Osten). Im westlichen Flusstal liegen die Ortschaften Almacén und San Luis de Huanupiza, im östlichen der Hauptort San Juan de Yanac. Beide Flüsse fließen nach Süden und münden in den Río San Juan. Der niedrigste Punkt im Distrikt liegt bei etwa 1000 m, der höchste bei 4471 m.
Der Distrikt San Juan de Yanac grenzt im Nordwesten an den Distrikt Chavín, im Norden an den Distrikt San Pedro de Huacarpana, im äußersten Nordosten an den Distrikt Huamatambo (Provinz Castrovirreyna), im Osten an den Distrikt San Juan (ebenfalls in der Provinz Castrovirreyna), im Süden an den Distrikt Alto Larán sowie im äußersten Südwesten an den Distrikt Chincha Alta.